# دار العجلة
دار العجلة هو نادي كانت تجتمع فيه سيدات مكة من قبيلة قريش وغني و ربيعة وغافق وسواهن، للنقاش وإبداء الرأي فيما بينهن في أمور التجارة، وكان النادي هو المكان الذي يعلن منه أنباء الخطوبة والزواج، بالإضافة إلى إعلانهن عن ختان الأطفال وبلوغ الفتيات، وكان لا يعقد أمر مهم الا بها.

## تأسيسها
أسستها هالة العامرية القرشية عام 430 وهي من السيدات القلائل اللواتي تزعمن قبيلة قريش، وكانت جديرة بالإمارة، فأهتمت بالتجارة، وأسست دار العجلة.